# Samoobrona
Samoobrona eller Självförsvar, egentligen Samoobrona Rzeczpospolitej Polskiej ("Polska republikens självförsvar"), är ett polskt agrart politiskt parti och fackförbund.
Partiet, som bildades i januari 1992 på initiativ av Andrzej Lepper, förordar en aktiv statlig regional- och jordbrukspolitik, sociala reformer och avbetalning på utlandsskulden. Man är motståndare till ökad utländsk investering.